# John Francis Queeny
John Francis Queeny (né le 17 août 1859 à Chicago - mort le 19 mars 1933 à Saint-Louis) est le fondateur de l'entreprise Monsanto en 1901. Queeny a investi 1 500 $ de son propre argent et emprunté 3 500 $ à un fabricant de sels d'Epsom local pour lancer la compagnie du nom de sa femme Olga Monsanto.

## Biographie
Il a fréquenté l'école de ses 6 ans jusqu'à ses 12 ans, puis le grand incendie de Chicago le contraint à chercher du travail à temps plein chez Tolman[Qui ?] pour 2,50 $ par semaine.
Il a épousé Olga Mendez Monsanto avec qui il a eu deux enfants, dont Edgar Monsanto Queeny, qui servira plus tard comme président.
Après avoir travaillé comme un acheteur pour Meyer Brothers Drug Company à St. Louis, J. F. Queeny a créé sa propre entreprise de produits chimiques en 1901 et a commencé à produire la saccharine localement parce qu'aucune compagnie aux États-Unis n'en produisait. Il nomme sa société, Monsanto. L'entreprise s'est rapidement développée et John est devenu le président du conseil. Queeny a été membre de nombreux organismes de la ville de St Louis[Lesquels ?].